# غرفة الشرقية
أنشئت غرفة الشرقية في عام 1372هـ (1952م). وقد خطت منذ تأسيسها وإلى الآن، خطوات واسعة على مختلف الأصعدة، ابتداء من رعايتها لمصالح أعضائها، واهتمامها المستمر بتطوير خدماتها لمنتسبيها من رجال الأعمال، إلى إسهامها في تطوير اقتصاديات [المنطقة الشرقية]، ومبادراتها المتميزة في خدمة الاقتصاد والمجتمع في المملكة العربية السعودية، مرورا بتطورها هي ذاتها إداريا وتنظيميا وماليا، وانفتاحها الدائم على المستجدات في المنظمات المماثلة في العالم، واستيعابها لأحدث النظم والتقنيات في بيئة خدمات القطاع الخاص، ورعاية مصالح رجال الأعمال، حيث شهدت الغرفة العديد من التطورات والتوسعات، على المستويين «الأفقي» و«الرأسي»، مما جعلها تحتل مكانة بارزة بين الغرف التجارية الصناعية على المستويين العربي والإقليمي،
ومن أبرز المؤشرات على هذا التطور، نمو عدد المشتركين إليها من رجال الأعمال، من (19 عضوا مشتركا) في شوال 1372هـ إلى أكثر من (80.650 ألف عضو مشترك) في نهاية العام 2018م، ومن مبنى قديم مكون من غرفة وصالة، إلى مبنى أقيم ليكون معلما من معالم المنطقة الشرقية، حيث يمثل تحفة هندسية ومعمارية وجمالية في المنطقة، بطوابقه الأربعة التي تضم ـ إضافة إلى مكاتب الإدارات والأقسام المختلفة ـ قاعات عديدة فخمة وأنيقة للمؤتمرات الدولية والمحلية والندوات والاجتماعات والمعارض،
```
وتوسعت غرفة الشرقية أفقيا، وبدلا من مبنى واحد يتمثل في المقر الرئيسي 
بالدمام
،
امتدت إلى مختلف محافظات 
المنطقة الشرقية
،
```

```
لتقدم خدماتها لرجال الأعمال في فروعها 
بالجبيل
 
والخفجي
 
والقطيف
.
[
2
]
```

```
ورأسيا لا تتوقف غرفة الشرقية عن التطور، وعلى هذا الصعيد، شهدت الغرفة العديد من مظاهر وصور هذا التطور
```

```
واليك خدمات الغرفة التي تقدمها عبر مراكزها وفروعها الممتدة بالمنطقة الشرقية: 
```

- مركز تنمية المنشآت الصغيرة والمتوسطة
- مركز التدريب
- مركز التوطين والاستثمار
- مركز المسؤولية الاجتماعية
- مركز سيدات الأعمال
- مركز التوظيف
- مركز الخدمات الخاصة

```
وغيرها من الخدمات والمراكز التي تعكس من ناحية توجهات الغرفة واهتماماتها في خدمة الوطن والمنطقة،
وتعكس من ناحية أخرى حرصها على تبني قضايا بعينها تؤكد رؤيتها المستقبلية،
```

من هنا، لعبت الغرفة دورا أوسع مدى وأعمق أثرا في الحياة الاقتصادية ليس في المنطقة الشرقية وحسب،
```
بل في 
المملكة العربية السعودية
 
والخليج العربي
.
```

و على امتداد أكثر من خمسة عقود نمت أعمال الغرفة حتى أصبحت واحدة من أهم المؤسسات التجارية والاقتصادية في المملكة.
وعلى ضوء ذلك، اتسع طيف المستقبل أمام الغرفة ليساير النمو المتلاحق والمتزايد، فعملت وما زالت لتواكب النهضة الحضارية التي تعيشها المملكة، لتؤثر فيها، وتتأثر بها، وبدأت التخطيط للمستقبل، باعتباره الخيار الأفضل لتقديم خدمات أفضل (في الكيف) وأكثر (في الكم) للمشتركين، وبصورة مواكبة للتقدم والاتساع في حركة الاقتصاد في المنطقة الشرقية خاصة، والمملكة بشكل عام.
الجوائز التي حصلت عليها الغرفة الشرقية:-
- جائزة محمد بن راشد لدعم مشاريع الشباب عن فئة أفضل مبادرة لدعم ريادة الأعمال لعام 2013م على مستوى الوطن العربي
- جائزة أفضل منصة تفاعلية وسام الاستحقاق الذهبي 2012
- جائزة أفضل منصة تفاعلية على صفحة التواصل الاجتماعي - الفيسبوك - عن فئة موقع الهيئات الحكومية والمؤسسات الرسمية 2012
- جائزة درع الحكومة الالكترونية لتصميم عن فئة مواقع الهيئات الحكومية والمؤسسات الرسمية 2011
- جائزة الأمير نايف بن عبد العزيز للسعودة 1428هـ 2011
- أفضل بيئة عمل سعودية 2010
- جائزة الشرق الأوسط للشخصيات التنفيذية عن قطاع المؤسسي
- جائزة درع الحكومة الالكترونية - الإبداع التصميمي - المواقع الحكومية والمؤسسات الرسمية
- جائزة الأمير نايف بن عبد العزيز للسعودة لعام 1426/1427هـ، وذلك تقديرا لانجازاتها المتعددة في مجال توظيف السعوديين في إدارات وأقسام الغرفة.
- جائزة الأمير محمد بن فهد لخدمة أعمال البر..
- جائزة أفضل بيئة عمل في المملكة، نظمتها شركة تيم ون للاستشارات، وشملت عددا كبيرا من الشركات والمؤسسات، محتلة المركز الأول بين المنشآت غير الربحية المشاركة في المسابقة.
- جائزة أفضل بيئة عمل في المملكة، بالمركز الخامس ضمن قائمة المؤسسات الــ «أفضل بيئة عمل» ضمن (فئة المنشآت المتوسطة) عن العام 2009 وذلك للعام الإثني على التوالي والتي تنظمها شركة تيم ون للاستشارات بالشراكة مع جريدة الاقتصادية وتقدمت الغرفة مركزين بعد أن كانت قد حققت المركز السابع في دورة الجائزة للعام 2008..

الشهادات التي حصلت عليها الغرفة الشرقية:- 
- شهادات ISO 9001/27001/22301 and ISO 10002
- شهادة استمرارية الأعمال BS 259999-2-2007
- شهادة شكاوى العملاء 10002 : 2005
- شهادتي نظام إدارة الجودة (إيزو: 9001 إصدار 2008) ونظام إدارة أمن المعلومات (إيزو 27001 إصدار 2005)غرفة الشرقية تصبح أول غرفة سعودية تحصل على شهادتي الإيزو لإدارة الجودة  وأمن المعلومات

## غرف تجارية سعودية أخرى
- مجلس الغرف السعودية
- الغرفة التجارية الصناعية بالرياض
- الغرفة التجارية الصناعية بالباحة
- الغرفة التجارية الصناعية بمكة المكرمة
- الغرفة التجارية الصناعية بجدة
- الغرفة التجارية الصناعية بالمدينة المنورة
- الغرفة التجارية الصناعية بتبوك